# Измаилова, Зюлейха
Зюлейха Измаилова (эст. Züleyxa Izmailova; азерб. Züleyxa İsmayılova; род. 13 июня 1985, Таллинн) — эстонский общественный и политический деятель, экологический активист. Депутат Рийгикогу XV созыва с 20 мая 2023 года. В прошлом — председатель партии «Зелёные Эстонии» и вице-мэр Таллинна.

## Биография
Измаилова родилась в таллиннском районе Мустамяэ от отца-азербайджанца и матери-эстонки. Первые пять лет Зюлейхи прошли в столице Азербайджана Баку. В январе 1990 года после армянского погрома подразделения Советской армии вошли в Баку для стабилизации положения и подавления политической оппозиции в лице Народного фронта. События, в ходе которых погибли чуть менее двухсот человек, вошли в историю Азербайджана как Чёрный январь. В числе погибших был Юсиф Измаилов, отец Зулейхи. После кровавых событий мать Зюлейхи Измаиловой вместе с детьми вернулась в Эстонию и поселилась в соседнем с Таллинном городе Маарду.
С 2005 по 2012 год Измаилова была членом Социал-демократической партии Эстонии.
11 марта 2015 года Измаилова вступила в партию «Зелёные Эстонии». 25 марта 2017 года она была избрана председателем партии, выиграв у бывшего лидера Александра Лаане.
Измаилова стала кандидатом в мэры Таллина от «Зеленых Эстонии» на муниципальных выборах 2017 года. На выборах «зелёные» не преодолели избирательный порог, но тем не менее победившая «Центристская партия Эстонии» пригласила их в «коалицию». 9 ноября 2017 Измаилова заняла должность вице-мэра по вопросам окружающей среды в команде победившего на выборах и. о. мэра Таави Аас. Сменивший Ааста, ушедшего в Рийгикогу в апреле 2011 год, новый мэр-«центрист» Михаил Кылварт Измаилову в команду не пригласил. Вслед за этим мэрия сократила число заместителей мэра, распределив вопросы окружающей среды среди остальных 6 вице-мэров.
10 февраля 2022 года она досрочно сложила полномочия председателя «Зелёных» и объявила о выходе из партии. Ранее в ноябре 2021 года из партии вышел её супруг. Решение о выходе из партии она объяснила тем, что ей хотелось видеть больше результата. В то же время «Зелёные Эстонии» как партия остаются нишевым игроком, опираются на волонтёров и на выборах не могу могут пройти избирательный порог. Одновременно экологические вопросы появились в повестке других партий Эстонии.
После выхода из «Зелёных» Измалова говорила, что ей поступали предложения из других партий. 20 мая 2022 года она вступила в либеральную партию Eesti 200, руководимую на тот момент Кристина Каллас. Приоритетными темами своей внутрипартийной работы Измаилова назвала вопросы энергетики, транспорта и отходов.
На парламентских выборах 5 марта 2023 шла по избирательному округу № 1 (столичные районы Хааберсти, Пыхья-Таллинн и Кристийне), получила 1011 голосов, уступив в окружном партийном списке Eesti 200 лишь Йоханне-Марии Лехтме, набравшей 5251 голос. В итоге в XV состав Рийгикогу Измаилова не прошла. Однако 19 мая Лехтме на фоне скандала вокруг возглавляемой ею НКО Slava Ukraini сложила полномочия депутата. По решению фракции её мандат c 20 мая перешёл Зюлейхе Измаиловой.

## Семья
В 2017 году Зюлейха Измаилова вышла замуж за эстонского политика и экологического активиста Йонаса Лакса, с которым познакомилась через свою сестру Лейли. Лакс — бывший генеральный секретарь партии «Зелёные Эстонии». У пары два сына и дочь.

## Награды
- 2016 — Женщина года по версии журнала Anne & Stiil[эст.][4].